# Hypostomus interruptus
Hypostomus interruptus är en fiskart som först beskrevs av Miranda Ribeiro, 1918.  Hypostomus interruptus ingår i släktet Hypostomus och familjen Loricariidae. Inga underarter finns listade i Catalogue of Life.